# Dave Meyers
David Meyers (Berkeley, 19 de octubre de 1972) es un director de videos musicales estadounidense conocido por su creatividad e imaginación.
Meyers ha dirigido al menos doscientos vídeos musicales, incluyendo "My Sacrifice" de Creed, "Don't Let Me Get Me ", "Get the Party Started", "Feel Good Time", "Stupid Girls", "So what", entre otros de "Pink", "Dirt Off Your Shoulder" de Jay-Z, "Talk About Our Love" de Brandy, "Come Clean" de Hilary Duff, "Take a Picture" de Filter, "Lucky", "Boys", el incompleto "Outrageous" y "Radar" de Britney Spears, "(There's Gotta Be) More To Life" de Stacie Orrico, This I Promise You de 'N Sync, "The Space Between" de Dave Matthews Band, Teenage Dream y Firework de Katy Perry. Dave también ha colaborado frecuentemente con Pink, The Offspring y Missy Elliott, con quienes codirigió "Lose Control", video ganador de un Grammy 2006 en la categoría Mejor Rodaje para un Vídeo Musical.
En el 2010, dirigió el video de Alice de Avril Lavigne, volviendo a trabajar con ella ahora en 2011 dirigiendo su video Wish You Were Here. En 2016 fue director del videoclip LIFTED de la rapera coreana CL. En 2017, fue director del videoclip de Kendrick Lamar Humble, también Really Really del grupo coreano Winner  y en 2018 dirigió nuevamente otro video del grupo Winner, Everyday y No Tears Left to Cry de Ariana Grande el cual tuvo muy buena crítica y tuvo buen recibimiento logrando 150 millones de vistas en YouTube en tan solo menos de un mes de ser lanzado. Un segundo y tercero video de la cantante también fue dirigido por el mismo para la canción The Light Is Coming, lanzado el 20 de junio de 2018 y God Is a Woman, lanzado el 13 de julio de 2018. El 26 de abril de 2019 se lanzó el videoclip de ME!, canción de Taylor Swift y Brendon Urie. En 2021 lanzó los videos musicales de Bad Habits y Shivers de Ed Sheeran y Way 2 Sexy de Dake.
Trabajo al igual con el videoclip lanzado el 29 de marzo de 2019 de Bad Guy, canción de Billie Eilish, nominado en los VMAs 2019.
Al igual dirigió el vídeo lanzado el 21 de junio de 2019 Señorita, canción de Shawn Mendes y Camila Cabello
También, produjo el video musical de Havana, canción de Camila Cabello, que ganó como Mejor Video del Año en los VMAs 2018.
Otro de sus más destacados trabajos fue el que realizó para la cantante colombiana Shakira en el video Objection (Tango), en el año 2002.
Recientemente también dirigió vídeo de Harry Styles llamado Adore You y Positions de Ariana Grande.